# Basilique Saint-François-le-Grand de Madrid
La basilique royale Saint-François-le-Grand (en espagnol : Real Basílica de San Francisco el Grande) est une basilique catholique située à Madrid, en Espagne. Elle préside la face occidentale de la Place de San Francisco, configurée par l'intersection de la rue de Bailén, la Gran Vía de San Francisco et la Carrera de San Francisco. Elle fait partie du couvent franciscain de Jesús y María, fondé au début du XIIIe siècle sur les restes d'une ermite consacrée à la Vierge Marie. Elle a été achevée en 1784.
La basilique fut construite selon le style néoclassique dans la seconde moitié du XVIIIe siècle à partir des plans de Fray Francisco Cabezas (es) et érigée par Antonio Plo (es) puis Francesco Sabatini. L'édifice est remarquable pour son dôme, considéré comme le troisième de la chrétienté en termes de diamètre de l'étage circulaire ; pour la somptueuse décoration de sa coupole, réalisée dans un style éclectique à la fin du XIXe siècle ; et pour sa pinacothèque, représentative de la peinture espagnole du XVIIe au XIXe siècle, avec notamment des tableaux de Francisco de Zurbarán et de Francisco de Goya.
Elle est la propriété de l'Obra Pía de los Santos Lugares de Jerusalén (es), un organisme autonome dépendant du Ministère des Affaires étrangères. Le 19 octobre 1980, elle est déclarée monument historique selon décret royal, ce qui lui donne la condition de Bien d'intérêt culturel.
C'est l'une des cinq basiliques de Madrid avec Notre-Dame d'Atocha, Jesús de Medinaceli, Saint-Michel et la Milagrosa.

### Dôme

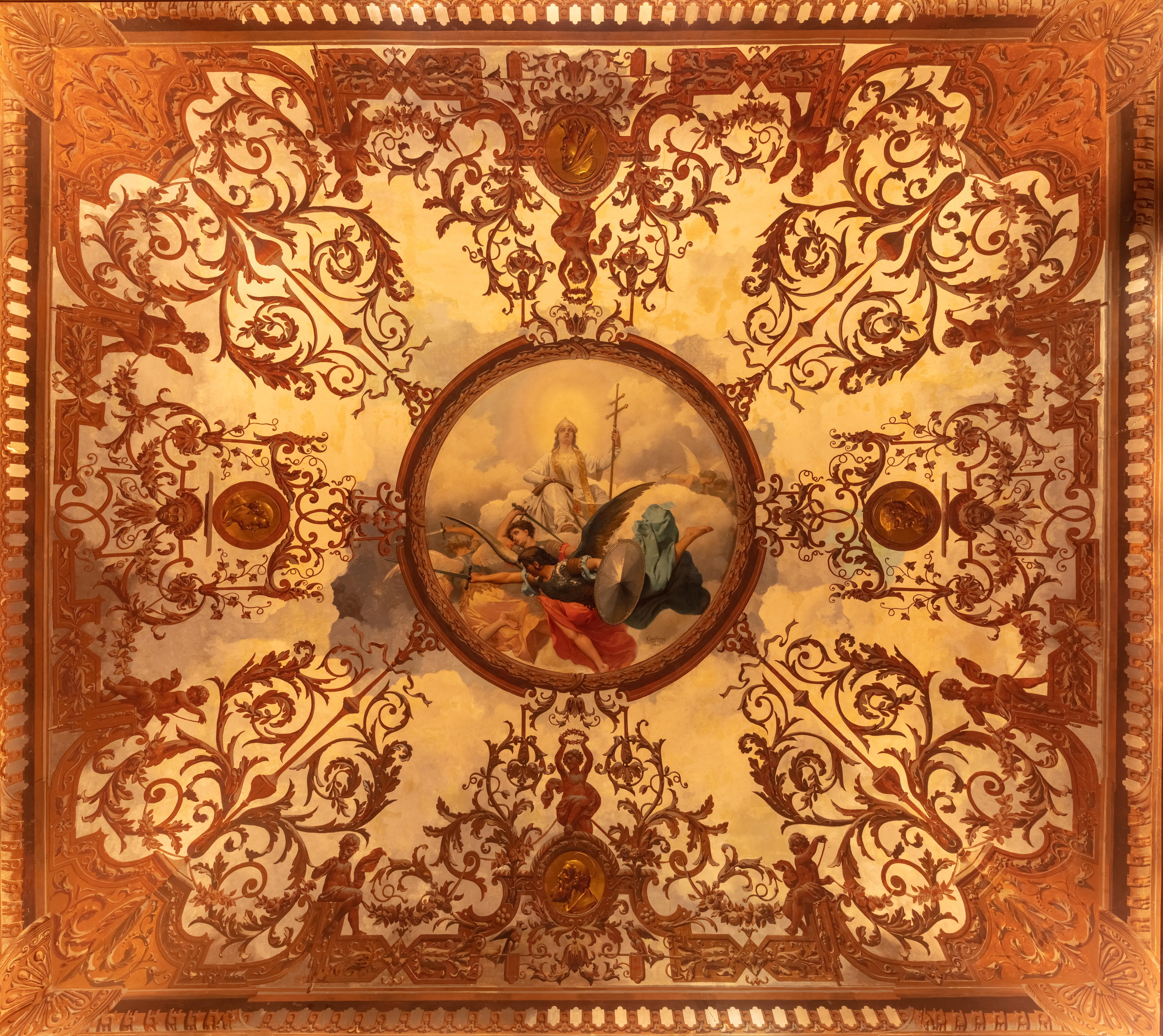
Le dome de la basilique. Janvier 2023.

## L'édifice

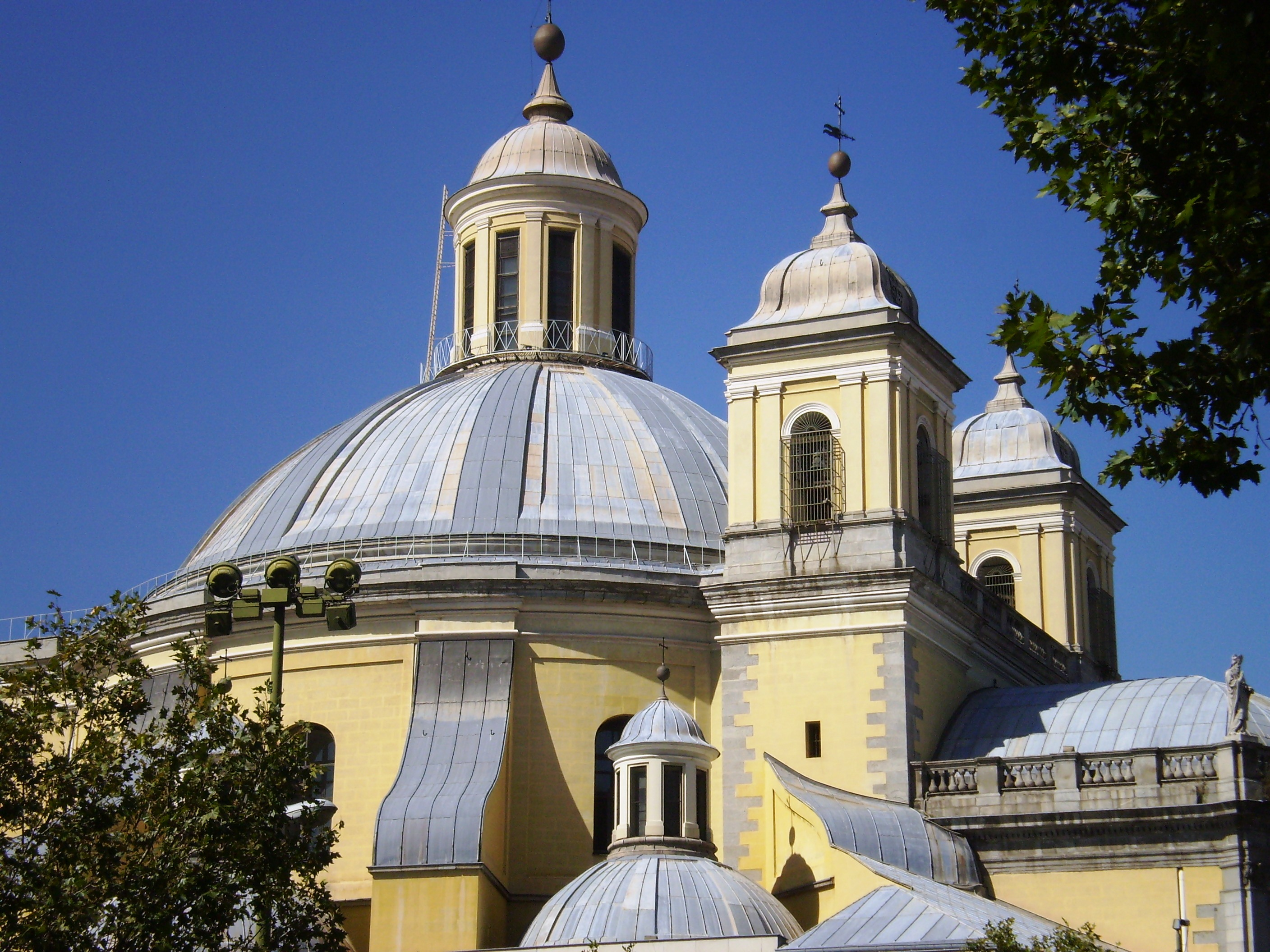
Aspect de la coupole du côté sud.

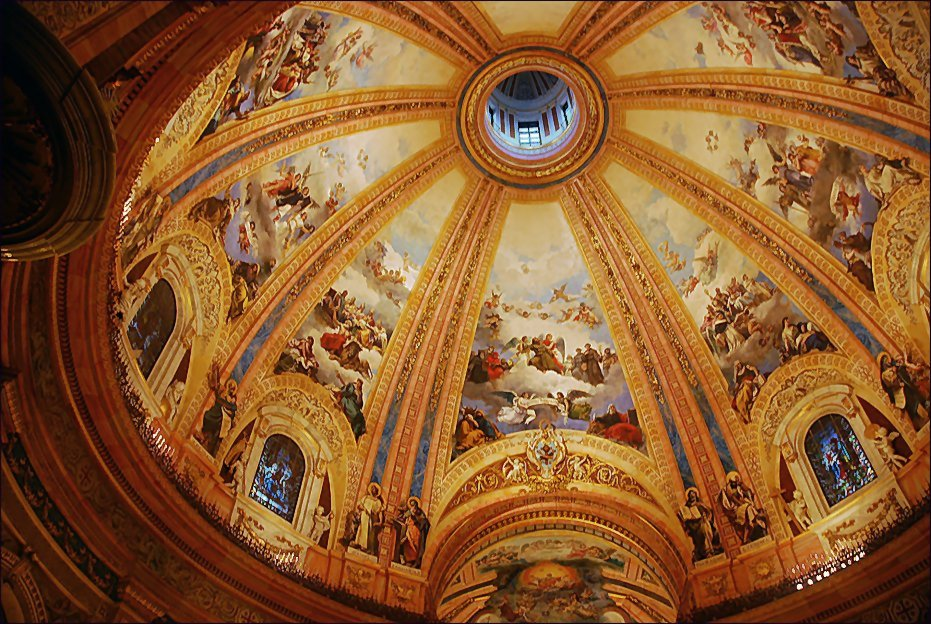
Intérieur de la coupole décoré avec des peintures murales et divisé en huit grandes sections.

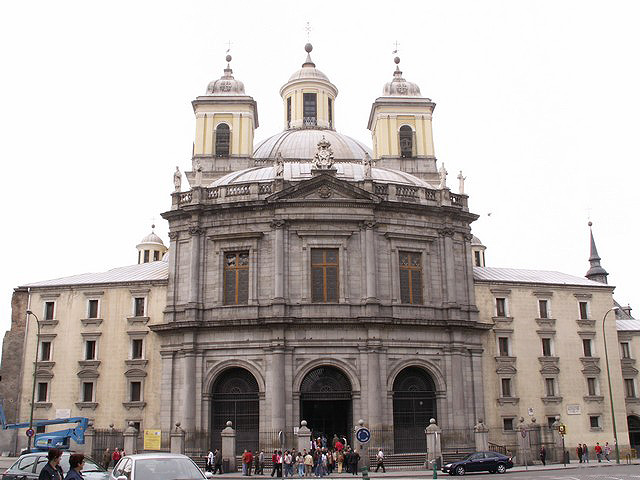
Aspect général de la façade principale.

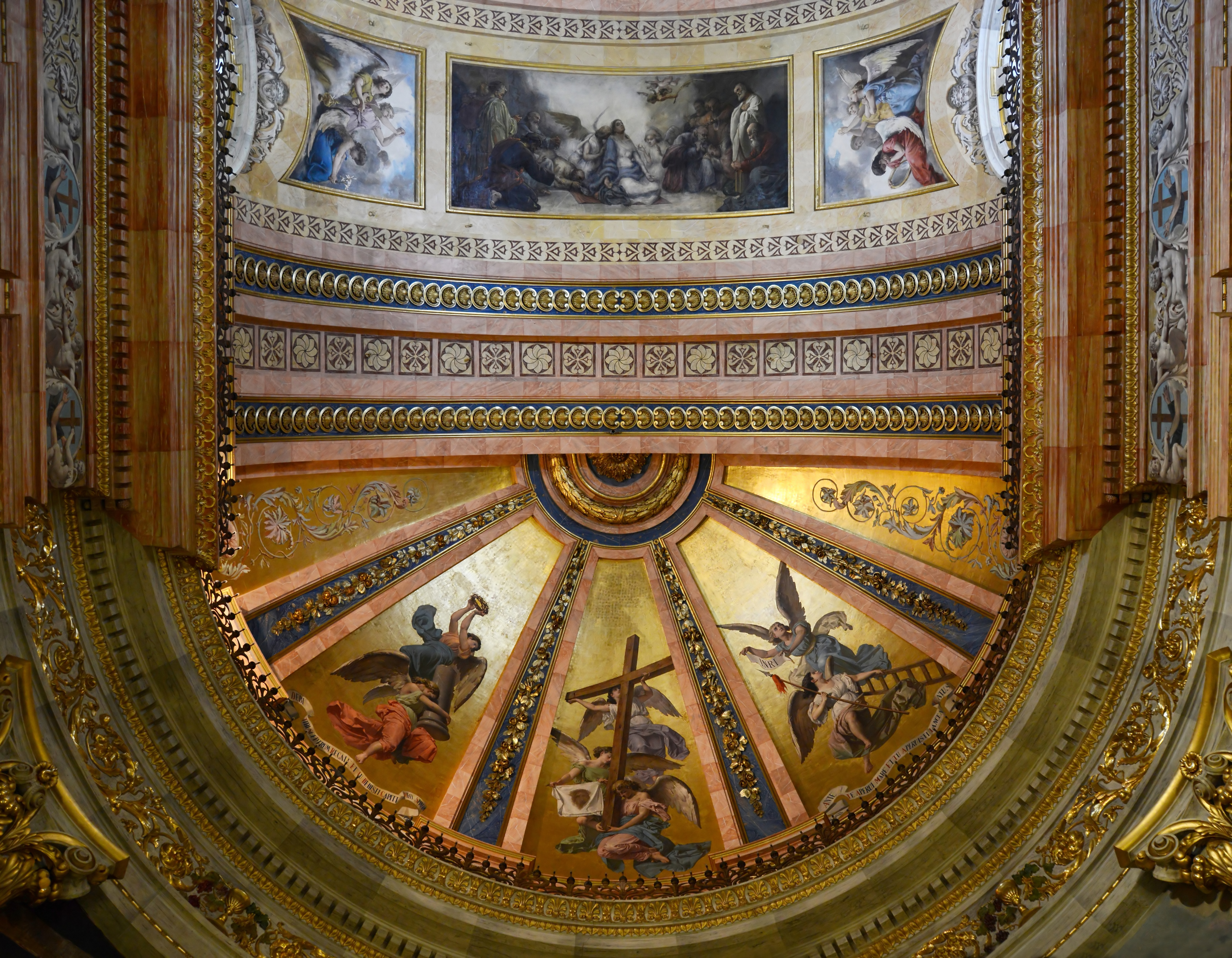
Plafond du chœur de la basilique.

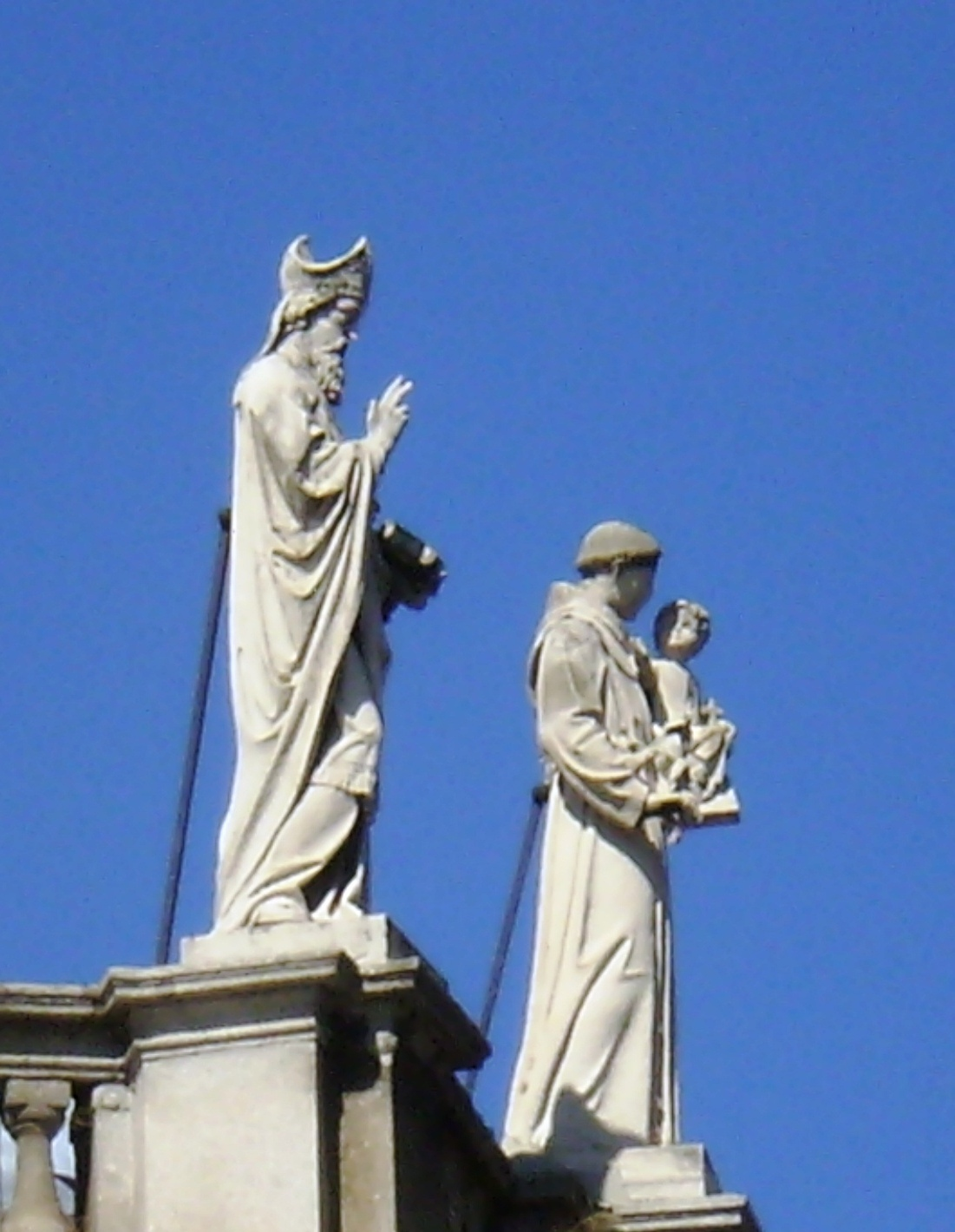
Statues installées sur la balustrade de la façade principale.

### Intérieur
Francisco de Goya a peint sur l'autel de la première chapelle à gauche Saint Bernardin de Sienne prêchant devant Alphonse d'Aragon en 1781.
Vers la fin du XIXe siècle - début du XXe siècle, Salvador Martínez Cubells participe à l'ornementation de la basilique sous les directives de Carlos Luis de Ribera y Fieve.